# Claviceps gigantea
Claviceps gigantea är en svampart som beskrevs av S.F. Fuentes, Isla, Ullstrup & A.E. Rodr. 1964. Claviceps gigantea ingår i släktet Claviceps och familjen Clavicipitaceae.   Inga underarter finns listade i Catalogue of Life.